# Idioma mixe
El idioma mixe (pron. «mije») (IPA: ['mi.xe]) es una lengua que pertenece a la familia lingüística mixe-zoqueana. Es hablado por más de 100 mil personas, concentradas sobre todo en el Distrito Mixe, en el noreste del estado mexicano de Oaxaca.
Algunas de sus lenguas emparentadas, habladas en el sur del estado de Veracruz, son llamadas popoluca o mixe-popoluca. Los hablantes de mixe llaman a su propia lengua ayuujk, ayuuk, ayuk, ayöök, ëyuk, ëyuuk o ëyuujk, palabra que se compone de las raíces a ("idioma", "palabra") y yuuk ("montaña", "bosque"), es decir, lengua de las montañas o lengua del bosque. 
De acuerdo con el Instituto Nacional de Lenguas Indígenas, este idioma tiene cinco variedades dialectales que se pueden clasificar de acuerdo a la distribución geográfica de la Región Mixe:
- Mixe alto del norte: en los municipios de Totontepec, Mixistlán (Chichicaxtepec) y Tlahuitoltepec (Yacochi).
- Mixe alto del sur: en los municipios de Tlahuitoltepec, Mixistlán, Tamazulápam, Ayutla, Tepuxtepec y Tepantlali.
- Mixe medio del este: en los municipios de Zacatepec, Alotepec, Cotzocón, Atitlán, Quetzaltepec, Juquila y Ocotepec.
- Mixe medio del oeste: en los municipios de Cacalotepec y Alotepec (Huayapam).
- Mixe bajo: en los municipios de Camotlán, Ixcuintepec, Guichicovi, Cotzocón, Mazatlán, y Tehuantepec (Coatlán).

Además, el lingüista Søren Wichmann, quien ha estudiado las lenguas de la familia lingüística mixe-zoque añade una variante más, el Mixe ulterior, hablado en las comunidades de Tonaguía, Tepitongo y Chinantequilla de los municipios de Totontepec y Roayaga.

## Fonología del mixe

Región Mixe en Oaxaca, México.

La fonología mixe es compleja y no se encuentra muy bien documentada en la actualidad. Algunos rasgos tipológicamente poco frecuentes de esta lengua incluyen series palatalizadas de todas las consonantes fonémicas y posiblemente una distinción fortis/lenis en la serie de las consonantes oclusivas, cuyo reconocimiento lingüístico se complica debido a la tendencia a la sonorización alofónica de las consonantes en contextos sonoros. Muchas descripciones del mixe reportan tres vocales largas contrastantes. El núcleo silábico es notablemente complejo en el mixe, puesto que además de las vocales alargadas, puede presentar dos tipos de glotalización y aspiración.
Algunas variedades del mixe son innovadoras en lo que refiere al repertorio vocálico, y algunas --en especial el mixe del norte de la sierra-- poseen complicados sistemas de metafonía vocálica que afectan las cualidades de las vocales en ciertos contextos fonológicos.

## Gramática

### Categorías

#### Sustantivo
Los sustantivos no suelen ser afectados por las inflexiones gramaticales. Solo los sustantivos que designan la actividad humana son afectados en su forma plural. En contraste, son muy comunes los sustantivos compuestos, y un amplio repertorio de derivaciones morfológicas permiten la creación de nuevos sustantivos a partir de verbos u otros sustantivos.

#### Verbo
El verbo en el idioma mixe es complejo, y posee inflexiones para muchas categorías y presenta además variadas derivaciones morfológicas. Establece una distinción básica entre verbos de oraciones dependientes e independientes. Para ello, los tipos de verbos requieren de conjuntos de afijos diferentes. La alineación morfosintáctica del mixe es ergativa y también posee un sistema obviativo, que sirve para distinguir entre verbos participantes en referencia a su sistema directo/inverso. En tanto que se trata básicamente de una polisintética y aglutinante, el mixe señala en la enunciación tanto al objeto como al sujeto del verbo. El mixe muestra una amplia variedad de posibilidades para la incorporación de sustantivos.

### Sintaxis
El mixe es una lengua del tipo sujeto-objeto-verbo con preposiciones y genitivos antes del núcleo del sujeto (el sustantivo principal) y frases relativas después del núcleo.